# Obwodnica Sanoka
Obwodnica Sanoka – obwodnica omijająca centrum i śródmieście Sanoka. Budowa rozpoczęła się 29 sierpnia 2017 roku, otwarcie nastąpiło 31 stycznia 2020. Obwodnica znajduje się w ciągu drogi krajowej nr 28 Zator – Medyka, nazywanej trasą karpacką oraz drogi krajowej nr 84 prowadzącej do przejścia granicznego z Ukrainą w Krościenku.

## Historia
Trasa południowej obwodnicy Sanoka, aczkolwiek w innym niż ostatecznie zrealizowanym przebiegu, była już ujęta w Miejscowym Planie Ogólnym z 1973 oraz w następnym z 1986. Sprawa powstania obwodnicy pojawiła się w prasie w 1997.
Roboty budowlane wykonywało konsorcjum spółek Max Bögl Polska sp. z o.o. i Max Bögl Stiftung &Co. KG. Prace drogowe prowadzone były też w samym mieście w ciągu drogi krajowej 84 na ulicach Lwowskiej, ulicy Kolejowej i ulicy Kazimierza Lipińskiego oraz na ulicy Krakowskiej w rejonie skrzyżowania z drogą wojewódzką 886. 
Początek obwodnicy zlokalizowany jest na skrzyżowaniu istniejącej drogi krajowej nr 28 i drogi wojewódzkiej nr 886 Domaradz - Sanok. Koniec obwodnicy znajduje się  przy drodze krajowej DK 84 w rejonie obecnego skrzyżowania z ulicą Łany.  
Droga liczy około 7 km długości. Wartość tej inwestycji, której realizacja w ciągu obwodnicy przewidywała budowę 4 skrzyżowań, 4 wiaduktów i ośmiu mostów, to koszt ok. 140 mln zł.
Skomunikowanie obwodnicy z miastem odbywać się będzie poprzez planowane łączniki do ronda Zdzisława Beksińskiego oraz do ulicy Leopolda Okulickiego. 
Podstawowym celem budowy obwodnicy Sanoka jest wyprowadzenie ruchu tranzytowego poza tereny zabudowy miasta, a przez to odciążenie układu komunikacyjnego, zwiększenie przepustowości i prędkości ruchu tranzytowego na drogach DK28 i DK84. W Sanoku średnie dobowe natężenie ruchu mierzone w roku 2010 na tranzytowej ulicy Krakowskiej, wyniosło średnio 24 795 pojazdów, natomiast maksymalne natężenie zanotowane w sierpniu 2010 r. wyniosło 29 450 pojazdów na dobę. W całym województwie podkarpackim był to absolutny rekord. 
Podczas prac przygotowawczych, archeolodzy odkryli kilka stanowisk osadniczych z okresu rzymskiego. Badania archeologiczne, na zlecenie GDDKiA, prowadziła do czerwca 2018 Fundacja Rzeszowskiego Ośrodka Archeologicznego, działająca przy Instytucie Archeologii Uniwersytetu Rzeszowskiego. Miały one na celu uratowanie reliktów dawnego osadnictwa przed zniszczeniem, a także rozpoznanie i wzbogacenie naszej wiedzy o tym, jak wyglądało życie na tym terenie, jakie i kiedy wznoszono tutaj domostwa. Koszty badań archeologicznych wyniosły 30 mln zł.
19 października 2020 poświęcono rondo początkujące obwodnicę w Zabłotcach, które nazwano imieniem św. Andrzeja Boboli. Uchwałą Rady Miasta Sanoka z 29 lutego 2024 nazwano rondo na skrzyżowaniu ulic Kazimierza Lipińskiego i Sudeckiej imieniem Błogosławionego Kardynała Stefana Wyszyńskiego.
W 2022 podjęto prace budowy łącznika od obwodnicy do Ronda im. Zdzisława Beksińskiego w Sanoku. Oficjalne otwarcie łącznika o długości 1400 m nastąpiło 6 października 2023.